# Dumarsais Estimé
Léon Dumarsais Estimé (Verrettes, 21 aprile 1900 – New York, 20 luglio 1953) è stato un politico haitiano, 32º Presidente della Repubblica di Haiti, primo presidente di colore dalla fine dell'occupazione militare statunitense nel 1934.

## Biografia
Estimé nacque in una povera famiglia nella piccola città di Verrette. Uno degli zii abbienti, Estilus Estimé, lo portò con sé a Port-au-Prince, capitale di Haiti, e finanziò i suoi studi in legge. Una volta laureato, praticò brevemente la professione di avvocato, prima di divenire professore. In seguito all'espulsione ordinatagli dall'allora presidente Louis Borno per sedizione, Estimé si unì al Movimento Nazionalista Haitiano nel 1930 e divenne un portavoce dell'opposizione all'occupazione statunitense di Haiti.
Estimé sviluppò una grande reputazione come capace e compentente funzionario, diventando uno dei pochi membri neri della camera bassa del Parlamento.
Alleandosi con elementi dell'élite mulatta (sua moglie era mulatta), crebbe nelle file del governo di Sténio Vincent e divenne infine Ministro dell'Educazione.
Un insuccesso nelle elezioni presidenziali del 1941 non stemperò le sue ambizioni politiche. Diversamente dagli altri rilevanti leader politici, Estimé non prese parte all'opposizione che scatenò la rivolta contro il governo di Elie Lescot.

## Presidenza

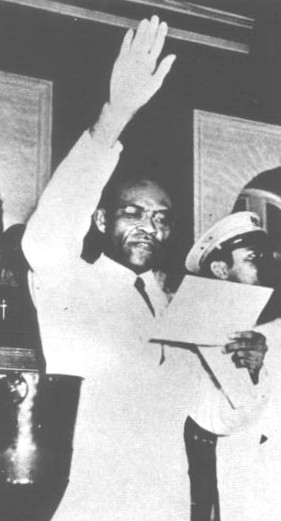
Estimé nel 1946

Un periodo di sette mesi di dispute politiche porterà all'instaurazione del governo militare di Franck Lavaud conclusosi con l'elezione di Estime nel mese di agosto 1946.
Inizialmente, la sua amministrazione includeva una coalizione di dissidenti facenti parte dell'opposizione dei precedenti regimi. Estimé però si rendeva conto di quanto il suo governo fosse mal visto dagli Stati Uniti a causa delle sue posizioni radicalmente di sinistra. Quando la coalizione si sciolse, Estimé espulse dal governo il leader sindacale Daniel Fignolé ed il socialista George Rigaud. Nell'ottica di consolidare il legame con gli Stati Uniti, insisteva nell'ingigantire la minaccia comunista per il suo governo.
Il governo noiriste di Estimé rappresentava un allontanamento significativo dalle precedenti amministrazioni. Le posizioni di potere erano prevalentemente occupate da neri piuttosto che da membri dell'élite mulatta, in aperto contrasto con il passato. Il capo del gabinetto, Roger Dorsinville, ad esempio fu un appassionato nazionalista nero che scrisse il discorso inaugurale di Estimé chiedendo ampie riforme e la partecipazione delle masse povere di Haiti alla cosa pubblica.
La politica educativa puntava alla costruzione di scuole nei distretti provinciali e alla formazione di massa di insegnanti, portando così ad un aumento del 45% degli haitiani iscritti alla scuola primaria. Il programma sociale comprendeva tra le altre cose, un censimento, la costruzione di strade, campagne di alfabetizzazione e la campagna per lo sviluppo rurale. Le promesse di tutela per la classe lavoratrice si concretizzarono nella creazione di un nuovo ufficio del lavoro e nell'inclusione dei diritti sindacali dei lavoratori nella costituzione. Nel 1949 il governo tenne una conferenza nazionale sul lavoro senza precedenti ed aumentò il salario minimo giornaliero.
La nascita di nuovi posti di lavoro nella capitale Port-au-Prince portò a migrazioni di massa di disoccupati dalle campagne, gravando su una situazione di sovrappopolazione presente.
Con il passare del tempo il governo assunse il controllo del settore lavorativo al punto tale che i sindacati autonomi cominciarono ad essere ostili al regime.

## Declino e deposizione

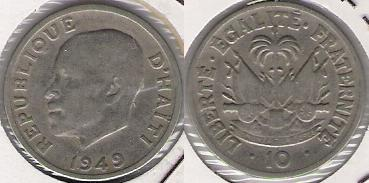
Ritratto di Estimé su una moneta haitiana

L'élite mulatta haitiana si trovava in uno stato di costante conflitto con il regime di Estimé, che veniva visto come discriminatorio contro bianchi e mulatti. Dall'altra parte invece, il leader sindacale Daniel Fignolé lo attaccava per non essersi spinto abbastanza avanti con l'emancipazione della popolazione nera povera.
Ma furono elementi dell'Esercito Haitiano che posero la peggiore minaccia al governo di Estimé. L'Esercito unì le forze con il presidente Rafael Leónidas Trujillo della vicina Repubblica Dominicana nel palese tentativo di deporre Estimé, portando il governo a dichiarare lo stato di assedio nazionale nel 1949. Durante l'anno seguente, Estimé perse gradualmente la sua presa sul potere; il Senato, dissidenti politici, i militari e addirittura diversi noiristes, gli si rivoltarono contro. Un ultimo, disperato tentativo di estendere il suo mandato fece esplodere l'opposizione con rivolte popolari, così come il fallimento della dissoluzione dei corpi politici. Quando anche gli Stati Uniti ritirarono il loro supporto, Estimé firmò le sue dimissione e fu esiliato a Parigi nel maggio 1950.